# Chaupi Orco
Chaupi Orco (possiblement del quítxua pronunciat Chawpi Urqu; chawpi, centre; urqu , muntanya) o Viscachani (possiblement de l'aimara 'wisk'acha vizcacha) és una muntanya de la serralada d'Apolobamba, a la frontera entre el Perú i Bolívia. Té una altura de 6.044 msnm i una prominència de 1.537 metres. El vessant bolivià correspon al Departament de La Paz, mentre el peruà correspon a la regió de Puno. Es troba al nord del Salluyu.